# Terror Antiquus
Terror Antiquus (russe : « Древний ужас » ; « Terreur antique ») est un tableau de Léon Bakst représentant la mort d'une ancienne civilisation (peut-être l'Atlantide) au milieu de catastrophes naturelles. Elle se trouve au Musée russe (inventaire J.8135) à Saint-Pétersbourg.

## Appellation
Dans la conception païenne du monde, la « Terreur antique » est l'horreur de la vie dans un monde sous la domination du destin sombre et inhumain, l'horreur pour l'homme qui est soumis, impuissant, au destin, sans espoir d'y échapper ; ou encore, l'horreur devant le chaos et le néant vers lesquels l'homme est irrémédiablement entraîné, et qui lui seront fatals. Peut-être l'homme a-t-il pu se libérer de cette terreur, par exemple grâce au christianisme, ou à d'autres religions ou philosophie qui lui apportent une possibilité de nouvelle conception du destin. Mais la déchristianisation de la culture l'a condamné au retour à cette terreur constate V. Vasilenko.
Le poète et philosophe russe symboliste Viatcheslav Ivanovitch Ivanov considère qu'en choisissant d'appeler son œuvre « Terror Antiquus », le peintre veut mettre en avant l'horreur du destin, du fatum latin : Terror antiquus — terror fati. Il veut montrer que non seulement tout ce qui est humain, mais aussi tout ce qui est divin était perçu comme relatif et passager par les anciens. La seule certitude c'est celle de l'existence du destin, ou l'indispensable « nécessité du monde ».

## Description
Léon Bakst était un des seuls artistes du groupe Mir iskousstva à aimer l'Antiquité (avec Valentin Serov). 
Ses œuvres foisonnent de recours à l'antiquité mythologique grecque et à des motifs mycéniens et crétois archaïques.
Le peintre a utilisé ici une grande toile, de format presque carré, qui est entièrement occupé par le paysage. La vision du spectateur domine l'ensemble grâce à un point de vue élevé. Le paysage est illuminé par un éclair. La surface centrale de la toile est occupée par une mer déchainée qui met en péril des navires (dans la partie inférieure gauche) et s'attaque aux murs de forteresses. Au premier plan, la figure de la statue antique esquisse un sourire énigmatique, qui contraste, par son calme, avec la violence des éléments qui se déchainent derrière elle.
Viatcheslav Ivanovitch Ivanov écrit : « Les vagues inondent la terre ferme et engloutissent les édifices qui sont détruits et vont sombrer dans la mer. La terre tremble, et la mer l'envahit du fait de ces tremblements souterrains. Les coups de tonnerre crépitent au-dessus des vagues et les éclairs se lancent dans la bataille, donnant le signal à une légion de nuages, prêts à se désagréger en un déluge d'eau. Les couches de nuages sont si épaisses que la lumière du jour livide et crépusculaire s'infiltre au travers d'eux, comme lorsque le soleil disparaît, par une éclipse, et que des cendres de la mort obscurcissent la terre. Ainsi périt la terre pécheresse dans une apocalypse païenne ».
« L'artiste transporte le spectateur sur une colline d'où la seule possibilité est de voir cette perspective qui s'étend à ses pieds. De cette colline le spectateur est en face aussi d'une statue chypriote d'Aphrodite ; mais aussi bien la colline que les pieds de l'idole se trouvent en dehors du cadre du tableau. C'est comme si la déesse, libérée du destin du monde, apparaissait à côté de nous, devant l'obscurité de la mer profonde, telle une Vénus anadyomène surgie des eaux qui subitement change les coups de tonnerre en un hymne divin. (...) Devant nous, nous n'avons pas un paysage aux dimensions humaines mais une icône de Gaïa, la déesse mère». Pour Ivanov les trois idées incarnées dans le tableau sont : la catastrophe cosmique, la fatalité, la féminité immortelle.
Solomon Volkov écrit : « Le titre donné par l'auteur de Terror Antiquus est une large fresque représentant à grands traits la fin de l'ancienne Atlantide, la civilisation mythique, jadis florissante et qui selon Platon, se trouvait sur une grande île dans l'Océan Atlantique. Les habitants de l'île ont atteint des niveaux de culture et de spiritualité extraordinaires, mais du fait de leur orgueil sans mesure, ils ont été punis par les dieux. L'Atlantide a été englouti à jamais dans les eaux furieuses de l'océan. Le tableau de Bakst avec sa vue, presque à "vol d'oiseau" des eaux déchainées, ses anciens temples disparaissant dans les profondeurs de l'océan, ses éclairs déchirant dramatiquement toute la toile a provoqué immédiatement sur moi une forte impression. En particulier le regard de la statue archaïque solitaire, posée au centre de la toile, qui avec son sourire énigmatique, assiste à la mort de la civilisation qui l'a fait naître. Du chaos insensé et cruel qui l'entoure la déesse a réussi à retirer une sagesse et une connaissance supérieure qui la protège. Quand j'étais encore adolescent, j'appris progressivement, que la passion de Bakst pour l'antiquité dans son tableau Terror Antiquus était dédié à Aphrodite qui symbolise pour l'artiste la victoire de l'amour et de l'art sur les forces destructrices et aveugles. Et plus tard encore, ce tableau me sembla la métaphore idéale de l'Atlantide du XXe siècle — la culture splendide d'une ville unique dans laquelle j'ai vécu ». Il est difficile de ne pas voir dans le parti pris de l'artiste sa conviction de la faiblesse de l'homme et de la foi que Bakst garde dans la grandeur immortelle de l'art.

### Détails
La sculpture représentée à l'avant-plan est celle d'une femme de type archaïque Coré, au sourire archaïque, tenant dans les mains un oiseau bleu (ou une colombe - symbole d'Aphrodite). La tradition dénomme la statue : représentation d'Aphrodite par Bakst, bien que jusqu'à présent le nom des déesses représentées dans les Coré ne soit pas identifié. Le modèle de cette statue était celui de la statue trouvée lors des fouilles de l'Acropole. Pour représenter la main de la statue qui a disparu sur l'original , c'est l'épouse de Bakst qui posa. Il est toutefois curieux que Maximilien Volochine trouve des similitudes entre le visage archaïque d'Aphrodite et celui de Bakst.
Le paysage composé d'îles qui se trouvent à l'arrière de la déesse est, en partie, une vue de l'Acropole d’Athènes. Au pied des montagnes dans la partie droite du tableau sont représentés, à l'avant, la porte des Lionnes à Mycènes et les ruines du palais de Tirynthe (selon I. Prujane). Ce bâtiment appartient à la période crèto-mycenienne de l'histoire de la Grèce antique. À gauche un groupe des personnes fuit terrorisé, parmi les constructions caractéristiques de l'histoire grecque — qui, selon toute vraisemblance, sont celles de l'Acropole avec ses énormes colonnes des propylées. Derrière l'Acropole, la vallée couverte d'oliviers argentés est illuminée par les éclairs.

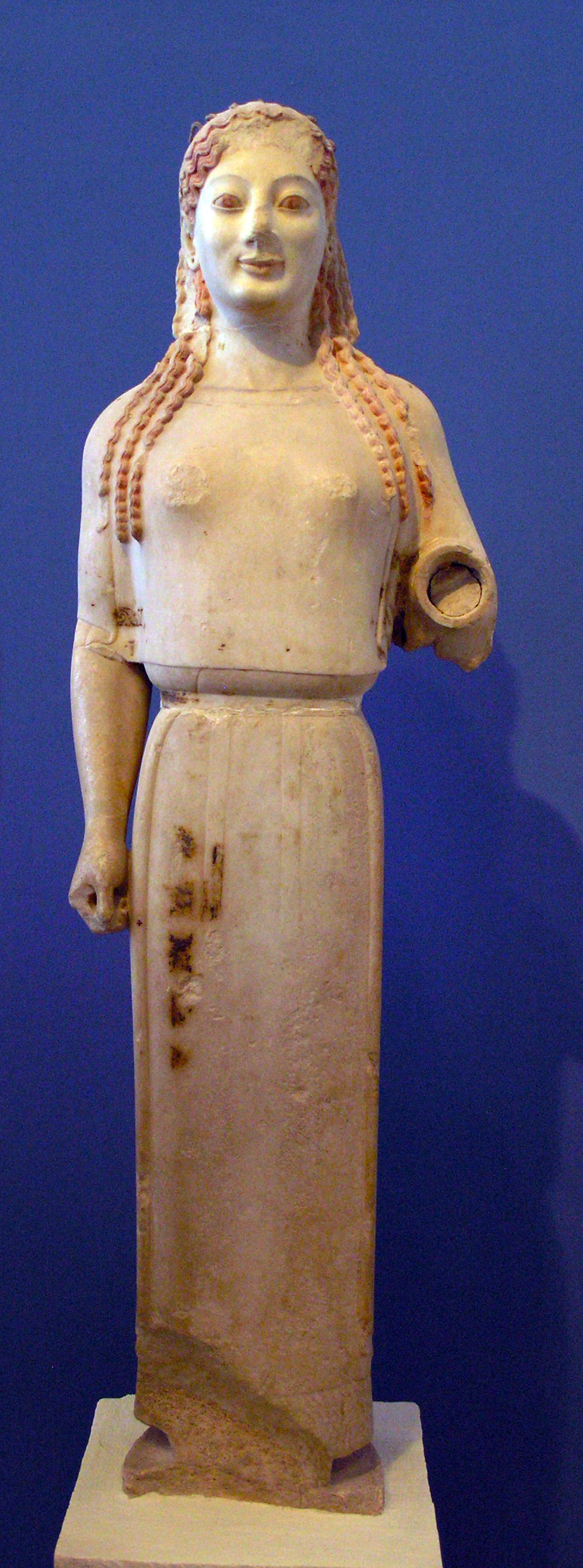
«Coré (sculpture) au péplos», Musée de l'Acropole d'Athènes
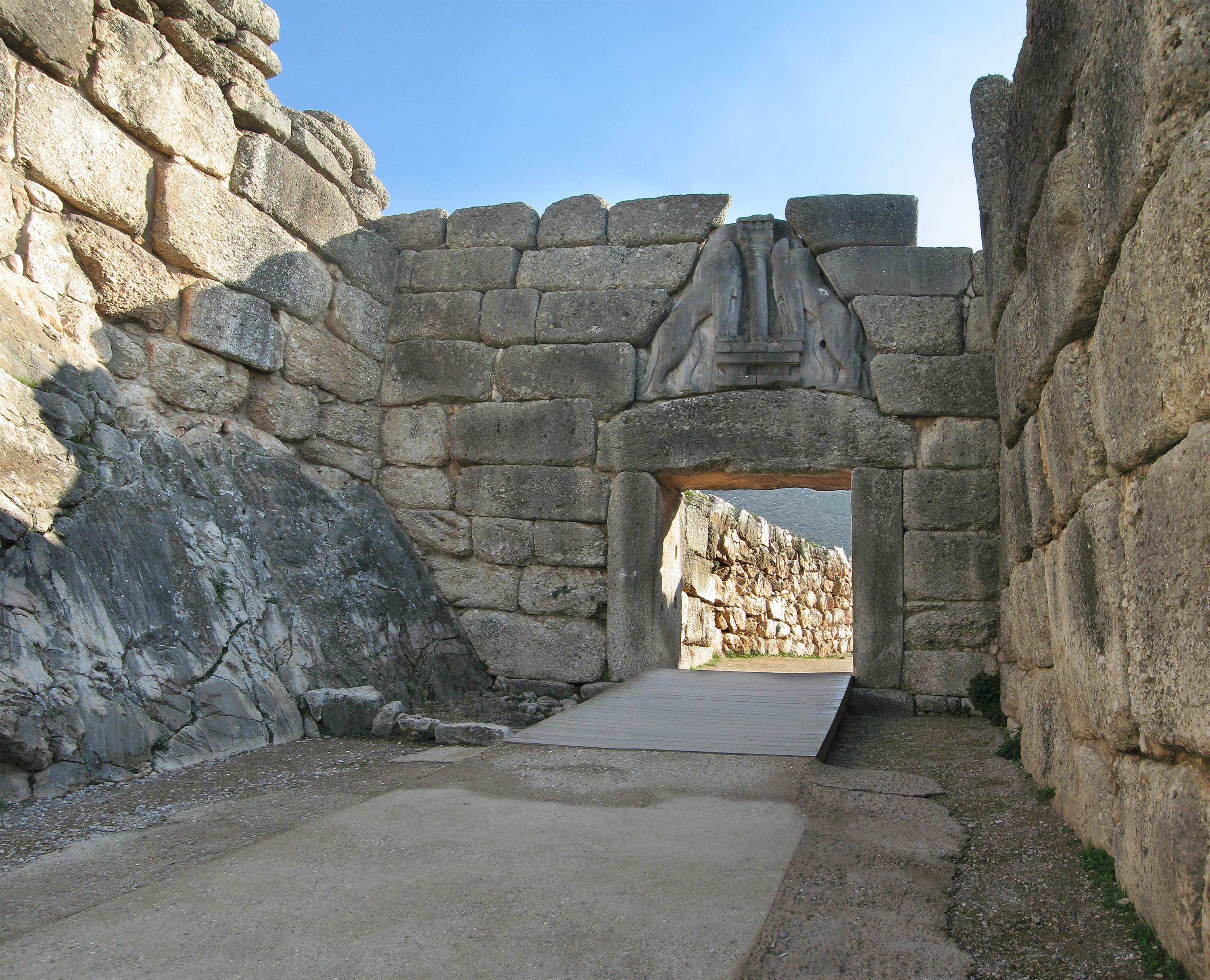
Porte des lionnes à Mycènes
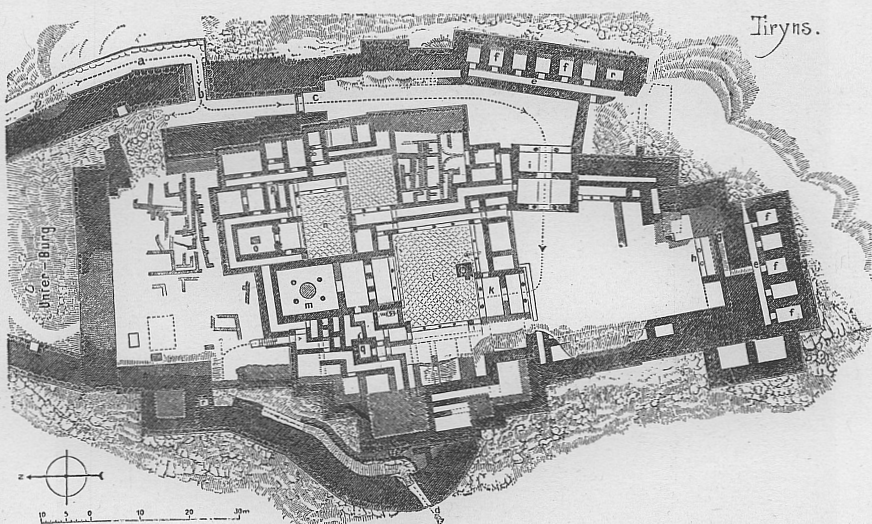
Plan de Tirynthe
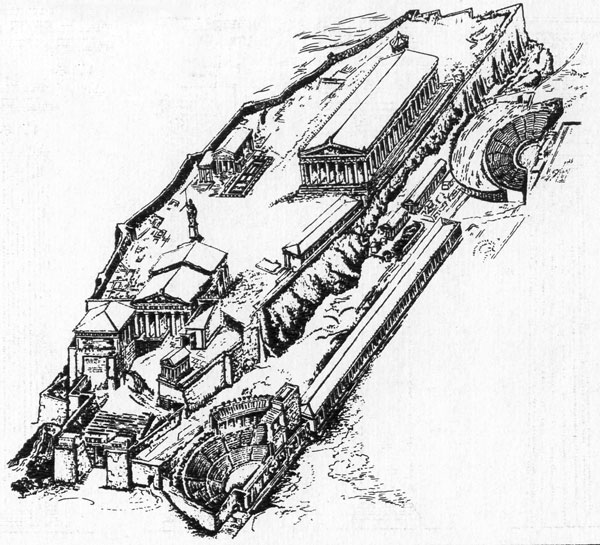
Plan de l'Acropole

## Histoire de la toile
I. Proujane remarque que Bakst a travaillé pendant trois ans sur cette toile. Au début de l'année 1905, selon A. Benois, il présente son tableau à l'exposition de l'Union des peintres russes sous le nom Terror Antiquus ce qui a attiré l'attention sur celui-ci. Les premières mentions de l'œuvre datent du début 1906, ».

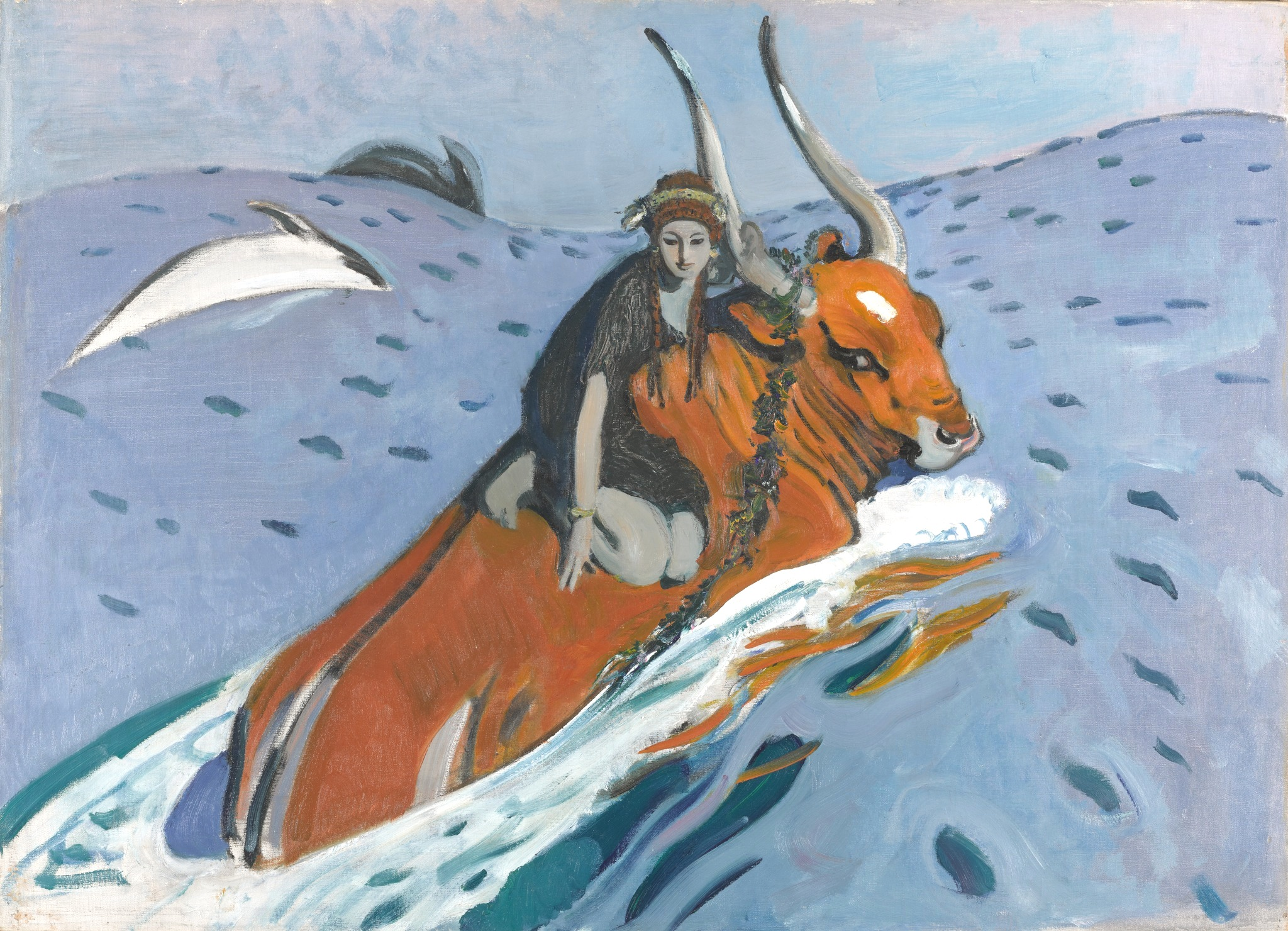
Valentin Serov. L'Enlèvement d'Europe, 1910 : le tableau d'Europe a été également peint sous l'influence de la même statue de Coré. Les critiques d'art écrivent que Bakst a fait naître un intérêt pour l'antiquité grâce à son tableau.

En 1907 Bakst se rend en Grèce et en Crète avec Valentin Serov. Il commence à travailler sur Terror antiquus avant ce voyage et, à son retour, il le recommença. Pour créer son modèle du tableau il a également rendu visite à la « Maison de la Tour » de Viatcheslav Ivanovitch Ivanov. Après son voyage en Grèce, Bakst reconnait qu'il a du modifier sa conception du monde antique. Dans une lettre à son épouse il écrit: « Beaucoup de choses ont changé dans ma toile… la statue est devenue effrayante et le fond plus sombre — j'ai tout fait pour que je me sente pris d'effroi devant ce tableau; l'eau au premier plan n'est pas encore ce qu'elle devrait être : "insondable". « Le tableau a cessé de me plaire et je ne voulais pas arriver à ce que j'ai réalisé. J'espère que la prochaine fois je serai en mesure d'exprimer tout à fait ce que souhaite. Peut-être me suis-je trompé! ».
« Terror Antiquus fut un moment charnière dans la vie artistique de Léon Bakst. C'est le dernier travail pictural de l'artiste après lequel il n'a plus travaillé à l'huile ni créé de tableaux (sauf en 1920 quand il a réalisé des tableaux décoratifs aux États-Unis et en Grande-Bretagne). En même temps, Terror Antiquus est un repère dans l'histoire de la peinture russe des années 1900-1910, au-delà duquel se développa la "maladie" chronique dans l'ensemble de la culture russe, le néo-classicisme. Aux yeux de ses contemporains, si ce n'était pas une toile si remarquable c'était en tout cas une toile qui méritait une attention particulière. Il y eut des critiques russes à propos de cette toile. Mais elle obtint de beaux résultats en dehors de la Russie. Elle fut exposée à l'exposition de Bruxelles de 1910 où elle obtient une médaille d'or. Elle figura aussi à l'exposition internationale de Rome en 1911, à l'exposition Le Monde de l'art de Prague en 1912, et encore à l'exposition consacrée à Bakst à Londres en 1913 ».
La première présentation de Terror antiquus lieu au salon d'automne à Paris et ensuite à l'exposition « Salon » (Saint-Pétersbourg) où la tableau créa une forte impression. Les critiques passaient toutefois, dans les journaux, d'hommages dithyrambiques à un rejet total.
Le critique Sergueï Mamontov écrit :

« Il semble que la conception de cette toile ait été longuement préparée pour stupéfier le spectateur. Mais elle a été imaginée finalement à partir d'une carte géographique en relief, telle qu'elle est visible depuis un aéroplane. »

Alexandre Nikolaïevitch Benois, au contraire, décrit ce tableau comme une production significative du peintre, dans laquelle Bakst a été capable de résumer son attitude face au monde antique :

« Je considère ce tableau de Bakst comme une œuvre culturelle essentielle ; l'artiste y a investi plus que ce que l'on peut en lire dans un catalogue sommaire de l'exposition. C'est une œuvre complexe et à la signification intellectuelle importante. Elle est réalisée avec une grande maitrise, qu'il est rare de trouver à notre époque. Sa place est certainement dans un musée. »

Alexandre Benois remarque malgré tout des insuffisances telles que : l'absence de « force incendiaire », « de pouvoir de conviction », la sécheresse du dessin.
Selon Alexandre Kamenski, Bakst considère l'Antiquité comme un prétexte à stylisation. Il ne parvient pas à créer comme Valentin Serov dans " Ulysse et Naussica" un tableau qui recèle un sentiment vivant de l'Antiquité et une pénétration aiguë de l'esprit de l'art archaïque.